# Oligembia intricata
Oligembia intricata is een insectensoort uit de familie Teratembiidae, die tot de orde webspinners (Embioptera) behoort. De soort komt voor in Guyana.
Oligembia intricata is voor het eerst wetenschappelijk beschreven door Davis in 1942.